# Cristiano Bergodi
Cristiano Bergodi (Bracciano, 14 ottobre 1964) è un allenatore di calcio ed ex calciatore italiano, di ruolo difensore.

## Carriera

### Giocatore
Si affaccia al calcio professionistico con la maglia del Pescara, approdando nelle giovanili del club abruzzese nel 1980. Promosso in prima squadra nel 1984, disputa tre campionati di Serie B (l'ultimo vinto), due di Serie A, prima d'esser acquistato dalla Lazio, squadra della quale lui è tifoso e bandiera, dove rimane sette stagioni.
Nel 1996 approda al Padova dove è protagonista col resto della squadra della doppia retrocessione che porta il club veneto dalla serie cadetta in Serie C2. Chiude la carriera a Malta, con la maglia dello Sliema Wanderers, squadra con la quale vince la Coppa di Malta.
In carriera ha totalizzato 189 presenze e 4 reti in Serie A, 80 presenze e una rete in Serie B.

### Allenatore
Il 27 dicembre 2002 viene nominato allenatore dell'Imolese in Serie C2. Il 30 giugno 2003 dopo aver ottenuto la salvezza ai play-out lascia il club. Il 25 novembre diventa allenatore del Sassuolo subentrando a Gianni Balugani. Ottiene la salvezza ai play-out. Il 30 luglio 2004 diventa vice di Domenico Caso alla Lazio. Il 20 dicembre con l'esonero del tecnico lascia i biancocelesti.
Il 15 giugno 2005 viene chiamato da Angelo Gregucci al Lecce come suo vice; il 26 settembre viene esonerato insieme con Gregucci in seguito a un negativo avvio di campionato. Il 10 novembre viene nominato tecnico del Naţional Bucarest, sostituendo il dimissionario Roberto Landi. Si piazza al settimo posto in campionato e perde la finale della Coppa di Romania contro il Rapid Bucarest. Il 5 ottobre 2006 viene nominato allenatore del Cluj sostituendo il dimissionario Dorinel Munteanu. Viene eliminato subito ai ottavi di finale della Coppa di Romania dal Politehnica Timișoara, arriva terzo in campionato con accesso alla Coppa UEFA. Rapid Bucarest nel 2007-2008.
Da gennaio 2009 è allenatore del Politehnica Iasi sempre in Liga I romena.
Nella stagione successiva, il 14 giugno 2009 passa alla Steaua Bucarest da allenatore, però assumerà ufficialmente l'incarico dal 25 giugno, succedendo a Massimo Pedrazzini. Il 18 settembre 2009 è esonerato, in seguito al pareggio 0-0 con lo Sheriff Tiraspol.
Il 12 luglio 2010 diventa tecnico dal Modena che porta al decimo posto a 55 punti totali. Il 13 giugno rinnova il contratto per la stagione successiva. Il 14 novembre seguente è esonerato dopo la sconfitta 0-2 in casa con l'Empoli, lasciando la squadra al quart'ultimo posto in classifica. Torna al club emiliano dopo l'esonero del successore Agatino Cuttone.
Il 20 novembre 2012 diventa allenatore del Pescara, in Serie A 2012-2013 tornando nella squadra in cui era cresciuto da giocatore. Al debutto sulla panchina del Pescara perde in casa con la Roma 0-1. Conquista poi 3 vittorie in 5 gare che la fa uscire dalla zona retrocessione. Nel girone di ritorno, fa un solo punto e il 3 marzo 2013 dopo la sconfitta in casa con l'Udinese (0-1), viene esonerato con la squadra all'ultimo posto.
Il 30 settembre 2013 torna in Serie B da allenatore del Brescia in sostituzione di Luigi Maifredi.
Il 15 aprile 2015 torna dopo 8 anni a guida della squadra romena del Rapid Bucarest per la fine del campionato.
Il 23 settembre 2015 viene nominato nuovo tecnico del Târgu Mureș. Dopo appena tre mesi, per la crisi finanziaria che attanaglia la società rumena e nonostante gli ottimi risultati ottenuti il 19 dicembre decide di dimettersi, lasciando la squadra in piena zona play-off e qualificata alla semifinale di Coppa di Romania dopo aver battuto ai quarti il Politehnica Timișoara.
Il 28 marzo 2016 torna al Modena, dove sostituisce l'esonerato Hernán Crespo, con la squadra emiliana al diciottesimo posto del campionato di Serie B ma non riesce a salvare la squadra dato il penultimo posto finale.
L'8 novembre 2018 firma un contratto per il club romeno del Voluntari, con la squadra all'ultimo posto. Insieme a lui anche Luigi Ciarlantini e Renzo Rossi, rispettivamente allenatore in seconda e team manager. In società figura anche un altro italiano, Federico Carboni, quale consulente di mercato. Riesce a salvare la squadra ottenendo il decimo posto nella poule salvezza dopo una pregevole rimonta.
Viene confermato anche per la stagione successiva, ma il 6 gennaio 2020 la società decide di sollevarlo dall'incarico visti gli scarsi risultati ottenuti fino a quel momento.
Il 9 maggio 2020 firma per l'Universitatea Craiova per disputare la poule scudetto dopo l'interruzione per la pandemia di COVID-19. Conclude il campionato in seconda posizione alle spalle del CFR Cluj, dopo aver perso la scontro diretto all'ultima giornata, elevato a "finale" per il titolo dalla federcalcio rumena, dato che il Craiova aveva giocato una partita in meno (a causa della pandemia di COVID-19) e stante l'impossibilità di concludere la stagione in tempi utili per le comunicazioni alla UEFA delle squadre qualificate alle coppe europee. Il Craiova si ferma dunque a sei vittorie consecutive nel finale di torneo, ma coglie il proprio migliore piazzamento in campionato dal 1995. La stagione seguente inizia con una clamorosa eliminazione al primo turno preliminare di Europa League contro il Lok’omot’ivi Tbilisi, ma nelle prime sette giornate del campionato 2020-2021, la squadra inanella sette vittorie di fila; Bergodi si dimette dall'incarico per ragioni personali dopo dieci giornate, con un bilancio in campionato di 8 vittorie e 2 sconfitte in dieci partite.
Il 7 ottobre 2021, Bergodi viene annunciato come nuovo allenatore del Sepsi, militante sempre nella massima serie rumena.. Nella prima stagione conduce il club alla storica vittoria della Coppa di Romania oltreché della Supercoppa mentre l'anno successivo si piazza al 6º posto in campionato e si ferma al terzo turno dei preliminari dell'UEFA Conference League. Il 4 giugno 2023 vince la seconda Coppa di Romania consecutiva.
Il mese seguente fa ritorno dopo otto anni al Rapid Bucarest sostituendo Adrian Mutu. Dopo aver chiuso la stagione regolare al secondo posto, nei play off incombe in quattro sconfitte consecutive ed il 16 aprile 2024 viene esonerato.

## Statistiche

### Statistiche da allenatore
Statistiche aggiornate al 15 aprile 2024.
| Stagione              | Squadra               | Campionato            | Campionato | Campionato | Campionato | Campionato | Coppe nazionali | Coppe nazionali | Coppe nazionali | Coppe nazionali | Coppe nazionali | Coppe continentali | Coppe continentali | Coppe continentali | Coppe continentali | Coppe continentali | Altre coppe | Altre coppe | Altre coppe | Altre coppe | Altre coppe | Totale | Totale | Totale | Totale | % Vittorie |
| Stagione              | Squadra               | Comp                  | G          | V          | N          | P          | Comp            | G               | V               | N               | P               | Comp               | G                  | V                  | N                  | P                  | Comp        | G           | V           | N           | P           | G      | V      | N      | P      | %          |
| --------------------- | --------------------- | --------------------- | ---------- | ---------- | ---------- | ---------- | --------------- | --------------- | --------------- | --------------- | --------------- | ------------------ | ------------------ | ------------------ | ------------------ | ------------------ | ----------- | ----------- | ----------- | ----------- | ----------- | ------ | ------ | ------ | ------ | ---------- |
| dic. 2002-2003        | Imolese               | C2                    | 17+2       | 6+2        | 5          | 6          | CIC             | -               | -               | -               | -               | -                  | -                  | -                  | -                  | -                  | -           | -           | -           | -           | -           | 19     | 8      | 5      | 6      | 42,11      |
| nov. 2003-2004        | Sassuolo              | C2                    | 22+2       | 5+1        | 6+1        | 11         | CIC             | -               | -               | -               | -               | -                  | -                  | -                  | -                  | -                  | -           | -           | -           | -           | -           | 24     | 6      | 7      | 11     | 25,00      |
| nov. 2005-2006        | Național Bucarest     | Div. A                | 18         | 7          | 5          | 6          | CR              | 1               | 0               | 0               | 1               | -                  | -                  | -                  | -                  | -                  | -           | -           | -           | -           | -           | 19     | 7      | 5      | 7      | 36,84      |
| ott. 2006-2007        | CFR Cluj              | L1                    | 24         | 15         | 4          | 5          | CR              | -               | -               | -               | -               | -                  | -                  | -                  | -                  | -                  | -           | -           | -           | -           | -           | 24     | 15     | 4      | 5      | 62,50      |
| lug.-ott. 2007        | Rapid Bucarest        | L1                    | 9          | 5          | 4          | 0          | CR              | -               | -               | -               | -               | -                  | -                  | -                  | -                  | -                  | SR          | 1           | 0           | 1           | 0           | 10     | 5      | 5      | 0      | 50,00      |
| gen.-giu. 2009        | Politehnica Iași      | L1                    | 17         | 6          | 3          | 8          | CR              | -               | -               | -               | -               | -                  | -                  | -                  | -                  | -                  | -           | -           | -           | -           | -           | 17     | 6      | 3      | 8      | 35,29      |
| giu.-sett. 2009       | Steaua Bucarest       | L1                    | 6          | 3          | 1          | 2          | CR              | -               | -               | -               | -               | UEL                | 7                  | 6                  | 1                  | 0                  | -           | -           | -           | -           | -           | 13     | 9      | 2      | 2      | 69,23      |
| 2010-2011             | Modena                | B                     | 42         | 12         | 19         | 11         | CI              | 2               | 1               | 0               | 1               | -                  | -                  | -                  | -                  | -                  | -           | -           | -           | -           | -           | 44     | 13     | 19     | 12     | 29,55      |
| 2011-2012             | Modena                | B                     | 30         | 10         | 10         | 10         | CI              | 2               | 2               | 0               | 0               | -                  | -                  | -                  | -                  | -                  | -           | -           | -           | -           | -           | 32     | 12     | 10     | 10     | 37,50      |
| nov. 2012-mar. 2013   | Pescara               | A                     | 14         | 3          | 1          | 10         | CI              | 1               | 0               | 0               | 1               | -                  | -                  | -                  | -                  | -                  | -           | -           | -           | -           | -           | 15     | 3      | 1      | 11     | 20,00      |
| sett. 2013-mar. 2014  | Brescia               | B                     | 20         | 7          | 9          | 4          | CI              | -               | -               | -               | -               | -                  | -                  | -                  | -                  | -                  | -           | -           | -           | -           | -           | 20     | 7      | 9      | 4      | 35,00      |
| apr.-giu. 2015        | Rapid Bucarest        | L1                    | 8          | 3          | 2          | 3          | CR              | -               | -               | -               | -               | -                  | -                  | -                  | -                  | -                  | -           | -           | -           | -           | -           | 8      | 3      | 2      | 3      | 37,50      |
| Totale Rapid Bucarest | Totale Rapid Bucarest | Totale Rapid Bucarest | 17         | 8          | 6          | 3          |                 | 0               | 0               | 0               | 0               |                    | -                  | -                  | -                  | -                  |             | 1           | 0           | 1           | 0           | 18     | 8      | 7      | 3      | 44,44      |
| sett.-dic. 2015       | Târgu Mureș           | L1                    | 11         | 3          | 6          | 2          | CR+CdL          | 3+1             | 3+0             | 0+0             | 0+1             | -                  | -                  | -                  | -                  | -                  | -           | -           | -           | -           | -           | 15     | 6      | 6      | 3      | 40,00      |
| mar.-giu. 2016        | Modena                | B                     | 9          | 1          | 4          | 4          | CI              | -               | -               | -               | -               | -                  | -                  | -                  | -                  | -                  | -           | -           | -           | -           | -           | 9      | 1      | 4      | 4      | 11,11      |
| Totale Modena         | Totale Modena         | Totale Modena         | 81         | 23         | 33         | 25         |                 | 4               | 3               | 0               | 1               |                    | -                  | -                  | -                  | -                  |             | -           | -           | -           | -           | 85     | 26     | 33     | 26     | 30,59      |
| nov. 2018-2019        | Voluntari             | L1                    | 26         | 8          | 9          | 9          | CR              | -               | -               | -               | -               | -                  | -                  | -                  | -                  | -                  | -           | -           | -           | -           | -           | 26     | 8      | 9      | 9      | 30,77      |
| 2019- gen. 2020       | Voluntari             | L1                    | 21         | 1          | 5          | 15         | CR              | 2               | 1               | 0               | 1               | -                  | -                  | -                  | -                  | -                  | -           | -           | -           | -           | -           | 23     | 2      | 5      | 16     | &8,70      |
| Totale Voluntari      | Totale Voluntari      | Totale Voluntari      | 47         | 9          | 11         | 14         |                 | 2               | 1               | 0               | 1               |                    | -                  | -                  | -                  | -                  |             | -           | -           | -           | -           | 46     | 9      | 11     | 25     | 19,57      |
| mag.-ago. 2020        | CSU Craiova           | L1                    | 7          | 6          | 0          | 1          | CR              | -               | -               | -               | -               | -                  | -                  | -                  | -                  | -                  | -           | -           | -           | -           | -           | 7      | 6      | 0      | 1      | 85,71      |
| ago.-nov. 2020        | CSU Craiova           | L1                    | 10         | 8          | 0          | 2          | CR              | -               | -               | -               | -               | UEL                | 1                  | 0                  | 0                  | 1                  | -           | -           | -           | -           | -           | 11     | 8      | 0      | 3      | 72,73      |
| Totale CSU Craiova    | Totale CSU Craiova    | Totale CSU Craiova    | 17         | 14         | 0          | 3          |                 | 0               | 0               | 0               | 0               |                    | 1                  | 0                  | 0                  | 1                  |             | -           | -           | -           | -           | 18     | 14     | 0      | 4      | 77,78      |
| ott. 2021-2022        | Sepsi                 | L1                    | 19+9       | 8+7        | 5+1        | 6+2        | CR              | 5               | 5               | 0               | 0               | -                  | -                  | 0                  | 0                  | -                  | -           | -           | -           | -           | -           | 32     | 20     | 6      | 8      | 62,50      |
| 2022-2023             | Sepsi                 | L1                    | 30+10      | 11+2       | 9+2        | 10+6       | CR              | 6               | 5               | 1               | 0               | UECL               | 4                  | 1                  | 0                  | 3                  | SR          | 1           | 1           | 0           | 0           | 51     | 20     | 12     | 19     | 39,22      |
| 2023-2024             | Rapid Bucarest        | L1                    | 30+4       | 15         | 10         | 5+4        | CR              | 3               | 1               | 2               | -               | -                  | -                  | -                  | -                  | -                  | -           | -           | 0           | -           | 0           | 37     | 16     | 12     | 9      | 43,24      |
| Totale carriera       | Totale carriera       | Totale carriera       | 379        | 147        | 116        | 129        |                 | 26              | 18              | 3               | 5               |                    | 12                 | 7                  | 1                  | 4                  |             | 2           | 1           | 1           | 0           | 455    | 176    | 125    | 146    | 38,68      |

## Palmarès

### Giocatore
- Campionato italiano di Serie B: 1

Pescara: 1986-1987
- Coppa di Malta: 1

Sliema Wanderers: 2000

### Allenatore
- Supercoppa di Romania: 2

Rapid Bucarest: 2007
Sepsi: 2022
- Coppa di Romania: 2

Sepsi: 2021-2022, 2022-2023